# Podróż na Arktura
Podróż na Arktura (A Voyage to Arcturus) – opublikowana w 1920 roku powieść szkockiego pisarza Davida Lindsaya – oniryczna alegoria na temat natury dobra i zła i ich związku z egzystencją. Początkowo niezauważona, wywarła w późniejszym czasie duży wpływ na dwudziestowiecznych twórców fantastyki, na C.S. Lewisa, J.R.R. Tolkiena, a nawet Iwana Jefremowa czy Clive’a Barkera. Tłem powieści są rozważania na temat filozofii platońskiej i gnostycyzmu, których kulminacja następuje w finale przedstawieniem gnostycznej doktryny Demiurga.

## Fabuła
Akcja powieści koncentruje się wokół pobytu głównego bohatera, Maskulla, na planecie Tormance znajdującej się w układzie gwiezdnym Arktura. Arktur w powieści jest gwiazdą podwójną, a oba słońca wpływają znacząco na ludzką psychikę. Bohater wędruje przez pustynie, dzikie góry, wspina się na skaliste ściany, chodzi po dziwnej wodzie wydającej się wyczuwać jego myśli, spotyka różnych ludzi, osobliwe zwierzęta i przeżywa przeróżne przygody. Całkowicie nieziemski na początku świat w miarę wędrówki staje się jeszcze bardziej obcy. Z buddyjskiej sielanki bohater trafia do krainy zdegenerowanych drapieżców, a potem w coraz dziwniejsze miejsca. Spotyka istoty wydające mu się bogami i diabłami. Powoli zaczyna wyczuwać powody, dla których się tu znalazł, choć ostateczny cel pozostaje wciąż tajemnicą. Mimo wyrzutów sumienia z powodu śmierci, do których się przyczynił, nie jest w stanie powstrzymać się od dalszego zabijania.

## Odwołania w literaturze i sztuce
Powieść Lindsaya, chociaż przez wiele lat niezauważana, wywarła wpływ na wielu twórców i z czasem stała się powieścią „kultową”. Zwłaszcza duży wpływ wywarła na Kosmiczną Trylogię C.S. Lewisa, który otwarcie się do tego przyznawał. Michael Moorcock tak napisał o tym w „The Guardian”:
„Czegokolwiek by konwencjonalnie chrześcijański C.S. Lewis nie przejął z „Podróży na Arktura” dla swojej powieści „Perelandra”, to odrzucił on lindsayowski sąd nad Absolutem i brakło mu lindsayowskiego geniuszu sondowania boga, istotnego czynnika dającego tej dziwnej książce jej narzucające się, niemal hipnotyczne oddziaływanie.”
Inne odwołania do powieści:
- W 1970 r. William J. Holloway nakręcił według powieści 71-minutowy film fabularny. W 2005 r. film został odrestaurowany, pokolorowany i rozpowszechniony na nośnikach cyfrowych[4].
- W 1979 r. amerykański krytyk literacki Harold Bloom napisał powieść zatytułowaną The Flight to Lucifer, będącą sequelem powieści Lindsaya  i pomyślaną jako hołd dla niego[5].
- W 1983 r. w Sherman Theatre w Cardiff wystawiono operę Paula Corfielda Godfreya z librettem Richarda Charlesa Rose’a opartym na fabule powieści[6].
- W 1985 r. w Los Angeles wystawiono sztukę autorstwa Davida Wolpe'a opartą na powieści[7].
- W 2001 r. Ron Thomas nagrał inspirowany powieścią album jazzowy zatytułowany Sceny z Podróży na Arktura[8].
- W 2015 r. ukraiński muzyk Vakula nagrał trzyczęściowy album zatytułowany A Voyage To Arcturus zainspirowany powieścią[9].